# Береш Андрій Ількович
Береш Андрій Ількович (нар. 15 листопада 1929, с. Лецовиця, Підкарпатська Русь, Чехословаччина — пом. 1990, с. Лецовиця, УРСР) — радянський будівельник (муляр-бригадир), переможець соцзмагань. Заслужений будівельник УРСР (1963).

## Життєпис
Народився 15 листопада 1929 року в селі Лецовиця (нині — Мукачівського району Закарпатської області) в селянській родині.
Закінчив початкову школу в рідному селі і 1947 року пішов на роботу в Мукачівський лісокомбінат, працював лісорубом до призову в армію, в якій освоїв професію тесляра, муляра.
Демобілізувавшись у 1954 році, працював муляром у Мукачівському УНР-450 до березня 1959 року. З березня 1959 року працював муляром в СМУ-3, яке перейменувалось в СУ-103, а згодом — у ПМК-98.
У 1967 році Андрій Ількович закінчив вечірню школу. До того у 1960 році був призначений бригадиром мулярів Мукачівського ПМК-98, де працював до 1989 року, до виходу на пенсію.
Бригаду Андрія Береша, що зводила дев'ятиповерхові будинки в Росвигові, ряд промислових будов у Мукачеві, Сваляві, Волівці та Ужгороді, багаторазово було відзначено за високі показники та успіхи соцзмаганні.
Після виходу на пенсію у 1989 році Андрій Береш жив у рідному селі Лецовиці, де й помер 1990 року. Похований у Лецовиці.

## Відзнаки
За успіхи в соцзмаганні Андрієві Берешу було присвоєно звання Заслуженого будівельника УРСР у 1963 році. У 1966 році — нагороджено орденом Леніна за вагомі досягнення бригади мулярів у спорудженні висотних будівель Мукачевого.
У 1970 році отримав медаль «За доблесну працю. В ознаменування 100-річчя з дня народження В. І. Леніна», а наступного року — орден Жовтневої Революції.
За високі показники та організаторські здібності Андрія Береша у 1986 році було нагороджено Почесною грамотою Президії Верховної Ради УРСР.

## Пам'ять
Після смерті Андрія Береша одну з нових вулиць Мукачева було названо його іменем.
22 жовтня 1997 року рішенням 12 сесії Мукачівської міської Ради ХХІІ скликання йому посмертно було присвоєно звання «Почесний громадянин м. Мукачева».

## Джерело
- Пагиря В. В., Федів Є. Т. Творці історії Мукачева. — Ужгород : ТДВ «Патент», 2011. — 120 с., іл. ISBN 978-617-589-012-7